# المسمیه
المسمیة یک منطقهٔ مسکونی در سوریه است که در استان درعا واقع شده‌است.

## خصوصیات
المسمیة ۱٬۴۹۸ نفر جمعیت دارد.